# San Diego Comic-Con
Vous lisez un « bon article » labellisé en 2020.
Le San Diego Comic-Con International, également connu sous les noms Comic-Con International: San Diego (comme indiqué sur son site Internet), Comic-Con ou San Diego Comic-Con, est un festival de bande dessinée, fondé en 1970 par Shel Dorf et un groupe d'habitants de San Diego.
Originellement nommé Golden State Convention Comic Book, puis plus tard San Diego Comic Book Convention, il se tient traditionnellement au cours de l'été au palais des congrès de San Diego, en Californie. Comic-Con est à la fois le nom de l'événement annuel et le nom de l'organisation qui l'administre.
Depuis 1974, le Comic-Con décerne les prix Inkpot aux professionnels de bandes dessinées, de la science-fiction, de la télévision et de l'animation, ainsi qu'aux membres de l'organisation du festival. Depuis 1988, les professionnels de la bande dessinée américaine décernent également leurs récompenses lors du Comic-Con, les prix Eisner.
Présentant à l'origine essentiellement des bandes dessinées, le Comic-Con s'est élargi au fil des années pour s'ouvrir à un public plus large de la pop culture, incluant le cinéma, les séries télévisées, les animes, les mangas, les jouets, les jeux de cartes à jouer et à collectionner (TCG), les jeux vidéo, les bandes dessinées en ligne et les romans de fantasy. 
Cette manifestation est la plus importante du genre en Amérique du Nord. En 2010, sa fréquentation atteint environ 130 000 visiteurs.

## Histoire

### Fondation
Le festival est fondé en 1970, par Shel Dorf, Richard Alf, Ken Krueger, Mike Towry, Barry Alfonso, Bob Sourk et Greg Bear,,. Shel Dorf, grand amateur de bandes dessinées, monte son premier festival au milieu des années 1960 dans sa ville natale de Détroit dans le Michigan : le Detroit Triple Fan Fair. Il en est le président jusqu'à l'arrêt du festival en 1977,.  

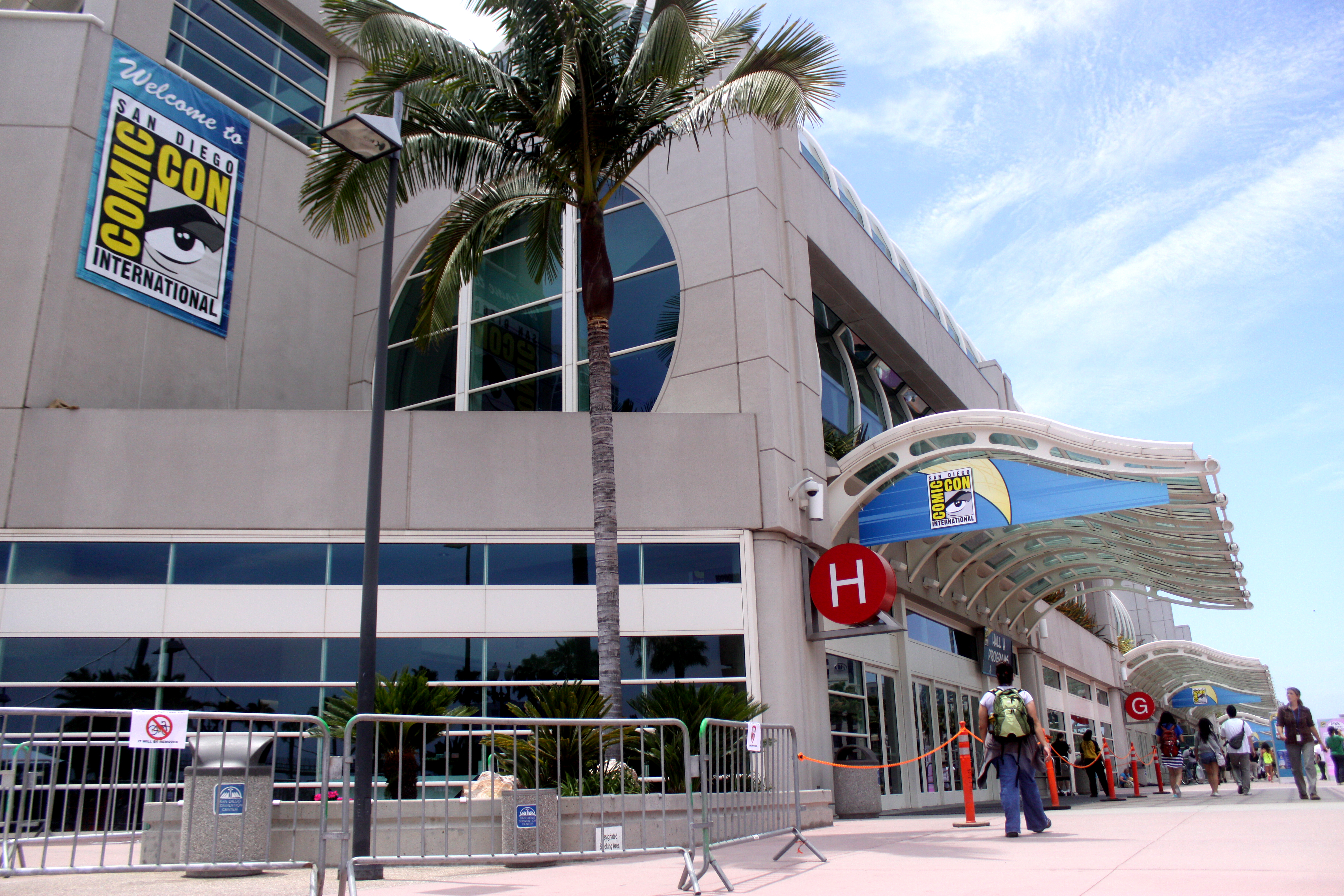
Le palais des congrès durant le Comic-Con de 2012 à San Diego (Californie).

Lorsqu'il déménage à San Diego en 1970, il organise un petit congrès, Golden State Comic-Con,. Richard Alf et Ken Krueger participent à cette création en compagnie de Dorf, puis c'est Richard Alf qui en assure la présidence l'année d'après. Cette première manifestation  à San Diego rassemble plus de 300 personnes et a lieu au U.S. Grant Hotel du 1er août 1970 au 3 août 1970,. L'exposition prend de l'ampleur à la fin des années 1970, comme en témoigne Bob Schreck qui s'y rend en compagnie de son patron Gary Berman de Creation Entertainment : « Alors que [Berman] répétait sans cesse (en essayant de se convaincre) que ce festival n'est pas plus grand que le leur, je marchais calmement, stupéfait et émerveillé de voir à quel point il était vraiment plus grand. J'étais époustouflé. »
Entre 1984 et 1994, David Scroggy est l'organisateur d'un salon nommé San Diego Comic Book Expo organisé en partenariat avec le Comic-Con. Depuis 1991, l'événement se déroule au palais des congrès de San Diego en Californie. Richard Alf note que le premier élément de la croissance de cet événement est l'élargissement du comité d'organisation du festival en travaillant avec la Society for Creative Anachronism et la Mythopoeic Society, entre autres.   
À partir de 1988 et pendant une vingtaine d'années, Andy Mangels, auteur, organise l'événement Gays in Comics lors du festival.   
Le magazine Rolling Stone indique que Ken Krueger, qui s'occupe du business, fait du festival une organisation sans but lucratif. Le magazine Forbes désigne, en 2011, le San Diego Comic-Con comme le plus grand festival de Comic-Con au monde, et Publishers Weekly le décrit, en 2013, comme « le plus grand festival de bandes dessinées d'Amérique du Nord », le plaçant ainsi devant la New York Comic Con.

### Organisation
En 2018, le San Diego Comic-Con connaît la concurrence d'autres festivals de bande dessinée tels ceux de New York et Washington, ce qui l'amène à rivaliser avec eux en termes de temps et de budget ; pourtant le Comic-Con reste décrit par Publishers Weekly comme « un incontournable ».    

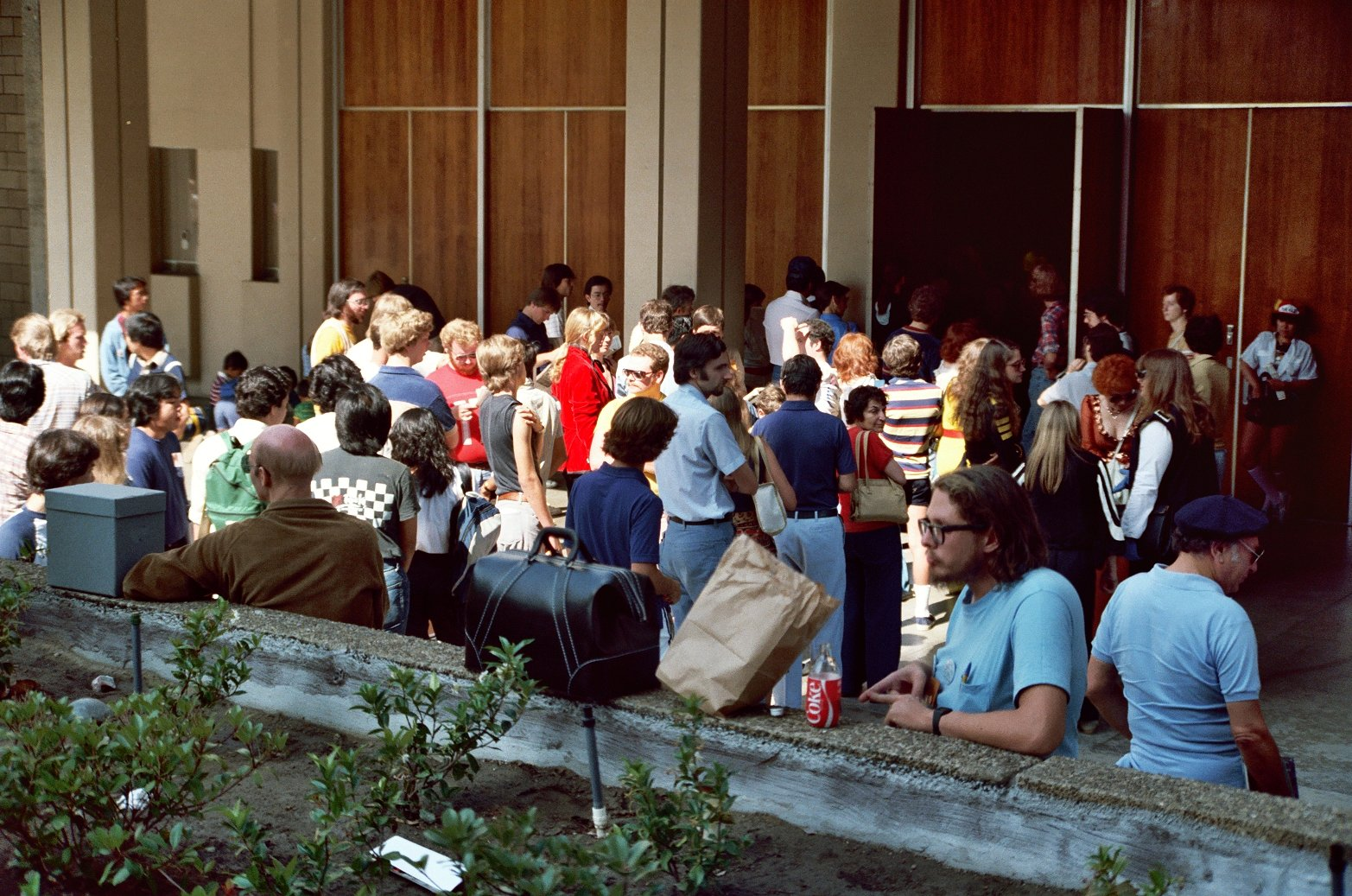
La foule du festival en 1982.

Le festival est organisé par un conseil d'administration constitué de 13 membres, 16 à 20 travailleurs à temps plein et à temps partiel, et 80 bénévoles qui aident au travers des comités. Le Comic-Con est une organisation à but non lucratif, et les recettes de l'événement servent à son financement. Le logo du festival a été conçu par Richard Bruning et Josh Beatman en 1995.   
En 2015, en collaboration avec Lionsgate, une chaîne vidéo est créée pour héberger des contenus liés au Comic-Con. En 2015, par l'intermédiaire d'une société à responsabilité limitée, le Comic-Con achète trois bâtiments à Barrio Logan à San Diego.  
En 2017, l'organisation signe un bail pour le bâtiment fédéral de Balboa Park, initialement construit pour la California Pacific International Exposition et précédemment occupé par le San Diego Hall of Champions, avec l'intention d'ouvrir un musée du Comic-Con. En octobre 2017, l'organisation recrute du personnel pour le musée. Près d'un an après la signature du bail, lors de l'édition 2018 du Comic-Con International, le musée n'est cependant pas encore ouvert, une des raisons invoquées pour expliquer le retard est le manque de fonds. Les organisateurs espèrent récolter 25 millions de dollars avec une date d'ouverture prévue pour fin 2020 ou 2021.  
Afin d'assurer la présence du festival pour une longue durée et ainsi donner du poids au projet d'agrandissement du centre du festival, le Comic-Con achète un bureau de 2 700 m2 dans le quartier de Little Italy à San Diego, en 2018.

## Déroulement du festival
Le festival se déroule sur quatre jours et propose toute une série d’événements. Différentes zones accueillent des événements simultanés. La première zone est celle des animés, où sont diffusés des films d'animation de 10 heures à 22 heures ; la deuxième est celle des Art Show où sont présentées des œuvres qu'il est possible d'acheter ; la troisième est l'allée des artistes où des dessinateurs et des scénaristes présentent leurs travaux, qu'il est parfois possible d'acheter, et rencontrent les visiteurs ; une partie du Comic-Con est réservée aux séances d'autographes. D'autres zones plus spécialisées existent, telle que la zone des fans, celle des jeux de rôle, etc..

### Événements

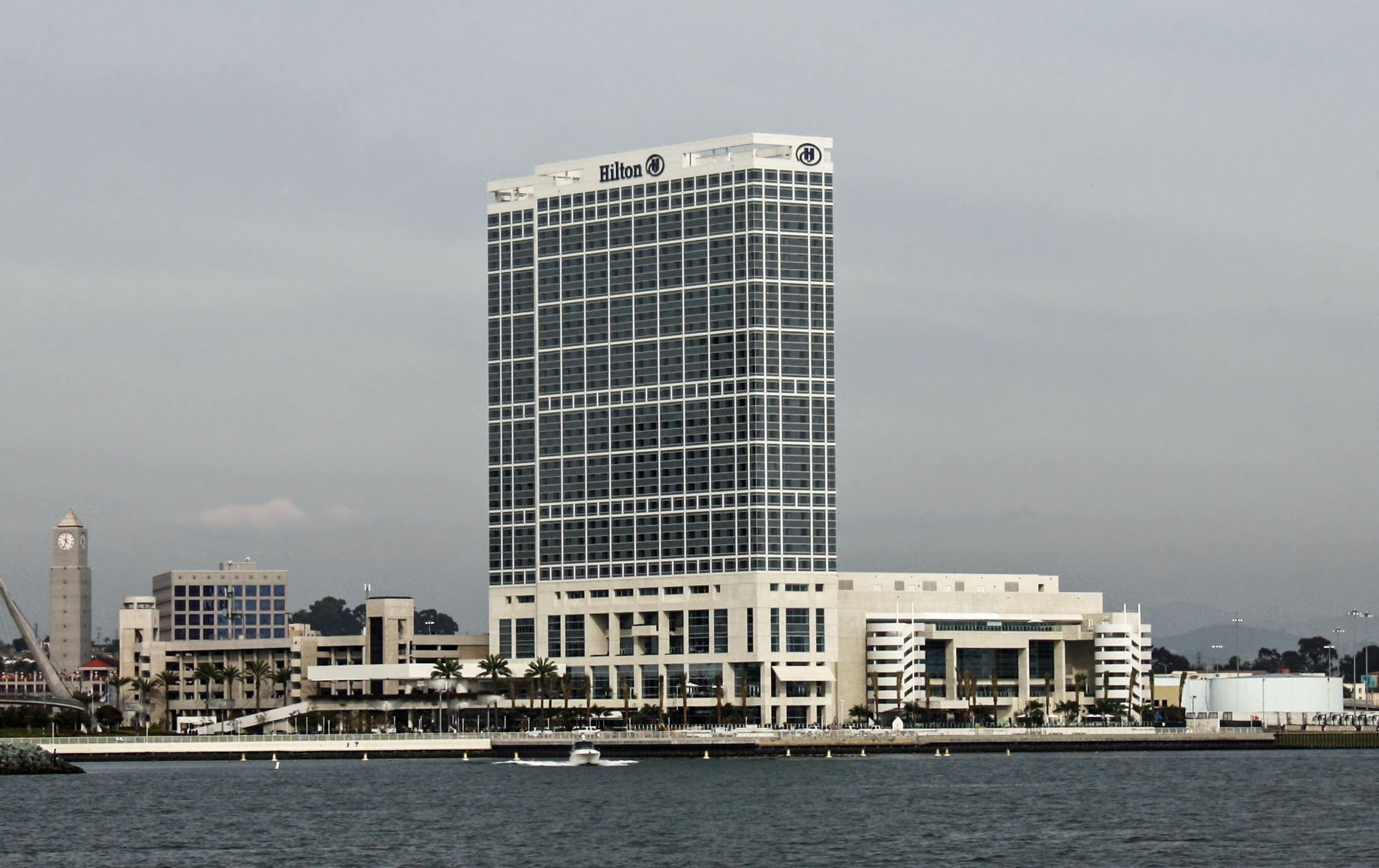
L'hôtel Hilton San Diego Bayfront accueille les projections nocturnes du festival.

Le centre de congrès compte au moins 17 salles séparées utilisées pour les panels et les projections, d'une taille allant de 280 places à 6 100 places. Les deux plus grandes sont la salle de bal 20, qui peut accueillir environ 4 900 personnes et la salle H, qui peut accueillir un peu plus de 6 100 personnes.  
L'hôtel Hilton San Diego Bayfront voisin est également utilisé, avec sa salle de bal principale qui peut accueillir jusqu'à 2 600 personnes. L'hôtel sert, entre autres, de siège aux animes et c'est là que sont projetés les films de nuit.   
Outre des panels, des séminaires et des ateliers avec des professionnels de la bande dessinée, il y a des avant-premières de longs métrages à venir et des sessions de revue de portfolio avec les meilleures entreprises de la bande dessinée et des jeux vidéo. Les soirées comprennent des événements tels que des cérémonies de remise des prix, le concours annuel de costumes et le Festival international du film indépendant du Comic-Con qui met en valeur les courts et longs métrages qui n'ont pas de contrat de distribution ou de diffusion. 
Les événements traditionnels comprennent un programme de films éclectique, des salles de projection consacrées à l'animation japonaise, aux jeux, des programmes tels que le diaporama Oddball Comics du dessinateur Scott Shaw, Quick Draw animé par Mark Evanier avec Sergio Aragones et un dessinateur invité répondant à des questions et des jeux d'improvisation et le programme de l'expert en animation Jerry Beck présentant les « pires dessins animés jamais diffusés », ainsi que plus de 350 heures d'autres programmes sur tous les aspects de la bande dessinée et de la culture pop. 
Comme la plupart des festivals de bande dessinée, Comic-Con dispose d'un grand espace pour les exposants. Ceux-ci comprennent des sociétés de médias telles que des studios de cinéma et des chaînes de télévision, ainsi que des marchands de bandes dessinées et d'objets de collection. Et comme la plupart des festivals de bande dessinée, le Comic-Con comprend une zone d'autographes, ainsi qu'une « Place des Artistes » où les dessinateurs de BD peuvent signer des autographes et vendre ou faire des croquis gratuits. Les allées portent les noms d'écrivains et de mannequins parmi lesquels certains n'ont aucun lien avec le Comic-con. Les universitaires et les professionnels de l'industrie de la bande dessinée organisent chaque année la Comics Arts Conference qui présente des études scientifiques sur la bande dessinée. 

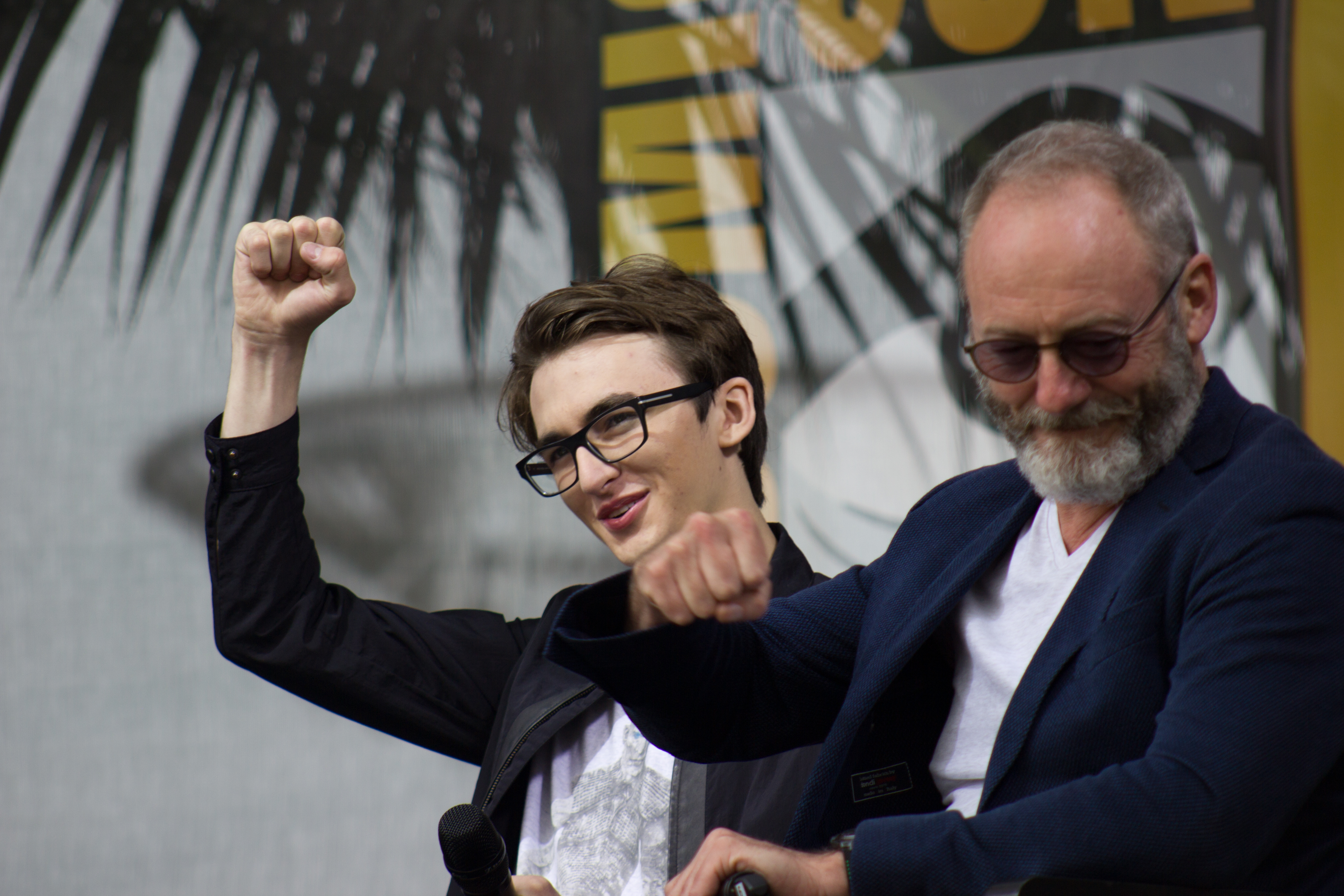
Les acteurs Isaac Hempstead-Wright et Liam Cunningham de la série Game of Thrones au festival, en 2016.

### Promotion
Après 2010, le nombre d'émissions de télévision qui font l'objet d'une promotion dépasse de loin celui des films. En 2011, au moins 80 émissions de télévision ont été présentées au festival, contre environ 35 films. Le festival fait la promotion de ces émissions notamment au travers de projections et d'expositions, ainsi que des panels de discussion avec divers acteurs, écrivains, et producteurs.   
Les chaînes câblées HBO et Showtime ont utilisé le Comic-Con pour promouvoir leurs programmes comme Game of Thrones, Dexter, Shameless et True Blood,.   
En 2013, 1 075 panels se sont tenus pendant le festival, dont la plupart sont axés sur l'anime (29 %), suivis par ceux sur la bande dessinée (26 %). 1 036 vendeurs participent au festival.

### Retombées économiques
L'impact économique du Comic-con sur San Diego a été estimé à environ 162 millions de dollars en 2009, et 150 millions de dollars en 2016 dont 80 millions de dollars en achats et frais de location. Plus de la moitié des visiteurs réservent en particulier une chambre d'hôtel dans la ville. Les revenus en taxe pour la puissance publique ont représenté en 2009 plus de 2,6 millions de dollars. Il s'agit du plus gros festival de San Diego.

## Remise de prix

### Prix Inkpot
Instaurés en 1974, les prix Inkpot récompensent chaque année les meilleurs professionnels de la bande dessinée, de la science-fiction ou de l'animation présents parmi les invités du festival. George R. R. Martin, Jack Kirby, Stan Lee font partie des célèbres lauréats du prix inkpot. Chaque année, environ une vingtaine de lauréats de genre différents sont récompensés.  

### Prix Eisner
Les prix Eisner récompensent chaque année des personnalités de la bande dessinée de catégories différentes telles que meilleure histoire courte, meilleure bande dessinée en ligne, meilleur auteur, etc. pour des œuvres parues l'année précédente aux États-Unis. Ils sont décernés par des professionnels de la bande dessinée américaine et sont remis lors du  festival. Le nom du prix vient de l'auteur Will Eisner. Alan Moore, Frank Miller, Neil Gaiman font partie des célèbres lauréats du prix Eisner. Alan Moore est l'auteur le plus récompensé par le prix Eisner.  

## Exposants

### Sur site
Un grand nombre d'exposants des secteurs de l'art, de la bande dessinée, des jeux, du cinéma, de la télévision et de l'édition sont présents au Comic-Con.  
Il existe trois types d'exposants au San Diego Comic-Con et deux espaces dédiés à l'intérieur du centre des congrès, dont la visite nécessite un badge, comprenant la Place des artistes et le hall principal des exposants :   
- la Place des Artistes (Artists' Alley) est destinée aux artistes en herbe qui viennent d'entrer dans le monde de la culture pop en vendant leurs nouveaux livres, bandes dessinées, jouets et/ou services[42]. Elle est généralement située dans le hall G du centre des congrès ; les espaces destinés à ces exposants sont très recherchés et font l'objet d'une loterie et d'un système basé sur les besoins[41].

- le hall d'exposition principal qui occupe les halls A à F, accueille certaines grandes entreprises du secteur. Ces entreprises vendent ou font la promotion de nouveaux films, de nouvelles émissions de télévision et de nouveaux jeux vidéo, ainsi que de jouets et d'exclusivités dont beaucoup se vendent par centaines, voire par milliers, sur les marchés secondaires en dehors du festival. Lego, Hasbro, Funko, Hallmark Cards, Nickelodeon, Cartoon Network, The Walt Disney Company et Blizzard Entertainment font partie des entreprises les plus régulièrement rencontrées[43]. Les vendeurs de bandes dessinées se font plus rares en tant qu'exposants, car la nouvelle génération connait les super-héros via les écrans et non plus en bande dessinée. Les collectionneurs se font également plus rares[44].

Au XXIe siècle, le festival attire des créateurs de jouets et d'objets de collection qui vendent des produits estampillés « Comic-Con Exclusive ». Parmi ces entreprises, on trouve Lego, Hasbro, Funko, Gentle Giant LTD, Mattel, NECA, ThinkGeek, Sideshow Collectibles, Entertainment Earth, Bif Bang Pow !, Mezco, Toynami et Kotobukiya.

### Hors site
Le San Diego Comic-Con accueille également des manifestations hors site, avec des exposants et des événements à l'extérieur du centre des congrès. Ces emplacements sont généralement accessibles à pied, et ils sont progressivement déplacés dans des parcs voisins notamment, Petco Park, Children's Park et le quartier historique de San Diego, Gaslamp Quarter. 
Depuis 2010, ces événements hors site n'ont plus de lien officiel avec le San Diego Comic-Con.

### Badges
L'accès à la plupart des sites et événements n'exige pas de badge Comic-Con. C'est ainsi le cas, en 2017, d'un décor de réalité virtuelle immersif fondé sur le film Blade Runner 2049, et en 2018, d'événements dans le centre-ville dont un restaurant Taco Bell pop-up ayant pris pour thème Demolition Man et un Bob's Burgers pop-up à Mission Valley, dans un des restaurants de la chaîne Shake Shack,. Toutefois, certains événements officiels hors site nécessitent un badge. En 2018, la presse estime la foule présente dans le centre-ville de San Diego, en raison des expositions et des événements liés au Comic-Con, à près de 200 000 personnes.

## Lieux et dates

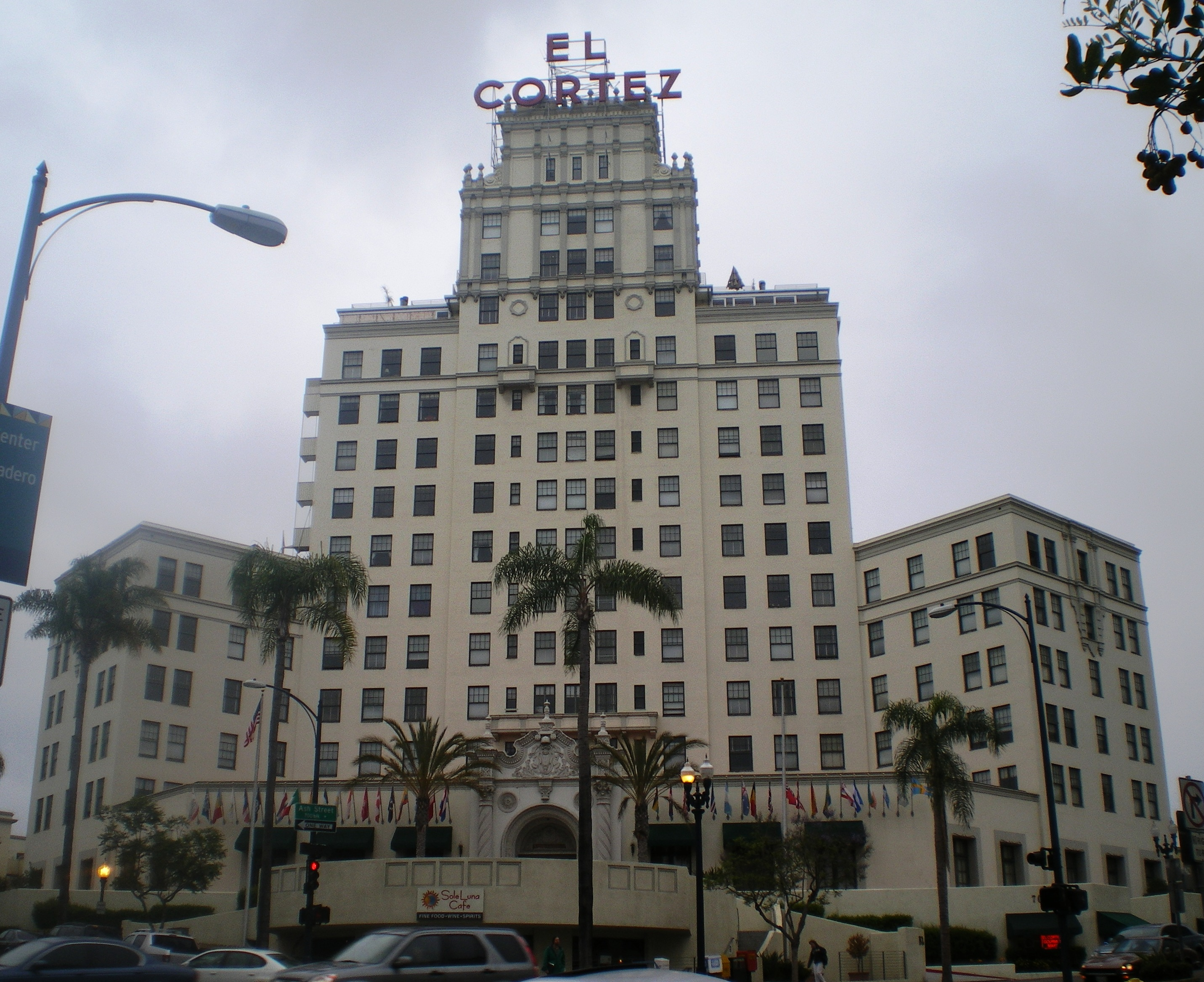
L'hôtel El Cortez, à San Diego.

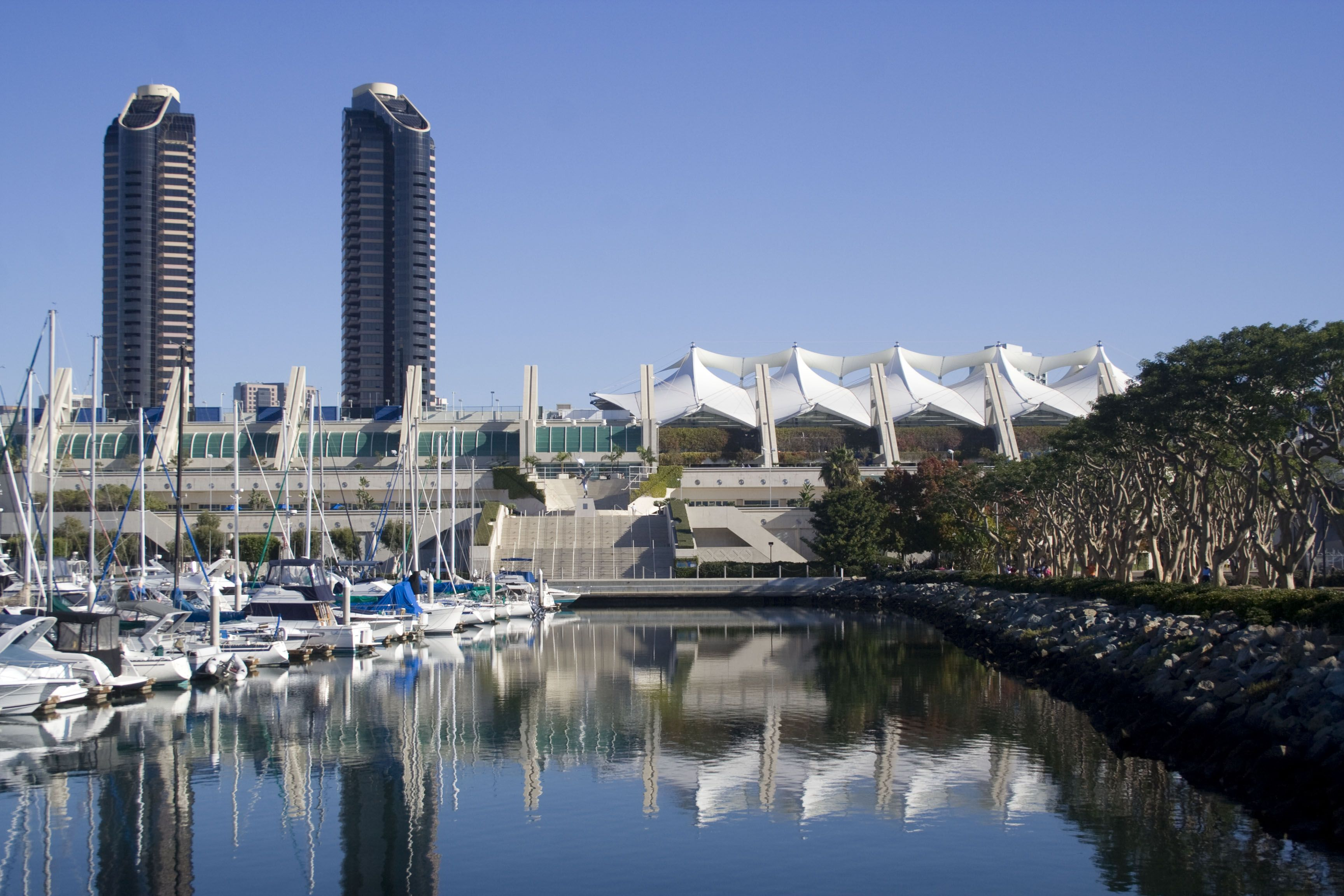
Le centre de congrès de San Diego.

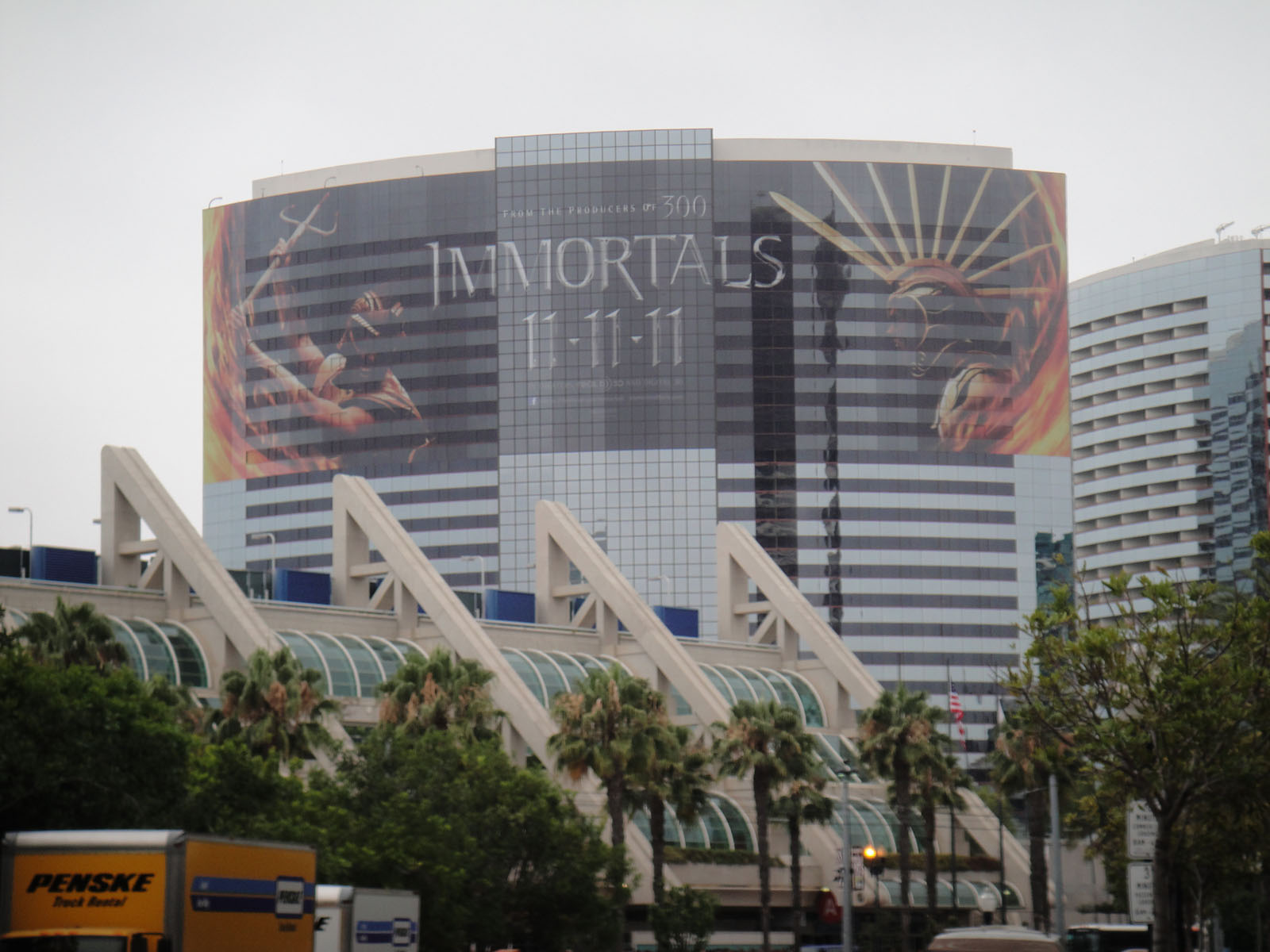
Lors du festival de 2011, l'affiche pour Les Immortels couvre la façade du Marriot Marquis.

| N° | Dates                        | Fréquentation                                        | Lieux |
| -- | ---------------------------- | ---------------------------------------------------- | --- |
| 1  | 21 mars 1970                 | 145                                                  | U.S. Grant Hotel |
| 2  | 1er - 3 août 1970            | 300                                                  | U.S. Grant Hotel |
| 3  | 6 - 8 août 1971              | 800                                                  | Université de Californie à San Diego                                                                                          |
| 4  | 18 - 21 août 1972            | 900+                                                 | El Cortez Apartment Hotel |
| 5  | 16 - 19 août 1973            | 1 000+                                               | Harbor Island (San Diego) |
| 6  | 31 juillet – 5 août 1974     | 2 500                                                | El Cortez Apartment Hotel |
| 7  | 30 juillet – 3 août 1975     | 2 500                                                | El Cortez Apartment Hotel |
| 8  | 7 – 9 novembre 1975          | 1 100                                                | El Cortez Apartment Hotel |
| 9  | 21 – 25 juillet 1976         | 3 000+                                               | El Cortez Apartment Hotel |
| 10 | 20 – 24 juillet 1977         | 4 000+                                               | El Cortez Apartment Hotel |
| 11 | 26 – 30 juillet 1978         | 5 000                                                | El Cortez Apartment Hotel |
| 12 | 1er – 5 août 1979            | 6 000                                                | Palais des congrès de San Diego, U.S. Grant Hotel                                                                             |
| 13 | 30 juillet – 3 août 1980     | 5 000                                                | Palais des congrès, Hotel San Diego                                                                                           |
| 14 | 23 – 26 juillet 1981         | 5 000                                                | Palais des congrès, Hotel San Diego                                                                                           |
| 15 | 8 – 11 juillet 1982          | 5 000                                                | Palais des congrès, Hotel San Diego                                                                                           |
| 16 | 4 – 7 août 1983              | 5 000                                                | Palais des congrès, Hotel San Diego                                                                                           |
| 17 | 28 juin – 1er juillet 1984   | 5 500                                                | Palais des congrès, Hotel San Diego                                                                                           |
| 18 | 1er – 4 août 1985            | 6 000                                                | Palais des congrès |
| 19 | 31 juillet – 3 août 1986     | 6 500                                                | Palais des congrès |
| 20 | 6 – 9 août 1987              | 5 000                                                | Palais des congrès |
| 21 | 4 – 7 août 1988              | 8 000                                                | Palais des congrès |
| 22 | 3 – 6 août 1989              | 11 000                                               | Palais des congrès |
| 23 | 2 – 5 août 1990              | 13 000                                               | Palais des congrès |
| 24 | 4 – 7 juillet 1991           | 15 000+                                              | Palais des congrès |
| 25 | 13 – 16 août 1992            | 22 000                                               | Palais des congrès |
| 26 | 19 – 22 août 1993            | 28 000                                               | Palais des congrès |
| 27 | 4 – 7 août 1994              | 31 000                                               | Palais des congrès |
| 28 | 27 – 30 juillet 1995         | 34 000                                               | Palais des congrès |
| 29 | 4 – 7 juillet 1996           | 36 000                                               | Palais des congrès |
| 30 | 17 – 20 juillet 1997         | 40 000                                               | Palais des congrès |
| 31 | 13 – 16 août 1998            | 42 000                                               | Palais des congrès |
| 32 | 13 – 16 août 1999            | 42 000                                               | Palais des congrès |
| 33 | 20 – 23 juillet 2000         | 48 500                                               | Palais des congrès |
| 34 | 19 – 22 juillet 2001         | 53 000                                               | Palais des congrès |
| 35 | 1er – 4 août 2002            | 63 000                                               | Palais des congrès |
| 36 | 17 – 20 juillet 2003         | 70 000                                               | Palais des congrès |
| 37 | 22 – 25 juillet 2004         | 95 000                                               | Palais des congrès |
| 38 | 14 – 17 juillet 2005         | 103 000                                              | Palais des congrès |
| 39 | 20 – 23 juillet 2006         | 123 000                                              | Palais des congrès |
| 40 | 26 – 29 juillet 2007         | 125 000,                                             | Palais des congrès |
| 41 | 24 – 27 juillet 2008         | 126 000,                                             | Palais des congrès |
| 42 | 23 – 26 juillet 2009         | 126 000,                                             | Palais des congrès |
| 43 | 22 – 25 juillet 2010         | 130 000+,                                            | Palais des congrès, Marriott Hotel and Marina Tower, Hilton San Diego Bayfront                                                |
| 44 | 21 – 24 juillet 2011         | 126 000+,                                            | Palais des congrès, Marriott Hotel and Marina Tower, Hilton San Diego Bayfront, Manchester Grand Hyatt Hotel                  |
| 45 | 12 – 15 juillet 2012         | 130 000+,                                            | Palais des congrès, Marriott Hotel and Marina Tower, Hilton San Diego Bayfront                                                |
| 46 | 18 – 21 juillet 2013         | 130 000+                                             | Palais des congrès, Marriott Hotel and Marina Tower, Hilton San Diego Bayfront, Manchester Grand Hyatt Hotel                  |
| 47 | 24 – 27 juillet 2014         | 130 000+                                             | Palais des congrès, Marriott Hotel and Marina Tower, Hilton San Diego Bayfront, Manchester Grand Hyatt Hotel                  |
| 48 | 9 – 12 juillet 2015          | 130 000+                                             | Palais des congrès, Marriott Hotel and Marina Tower, Hilton San Diego Bayfront, Manchester Grand Hyatt Hotel                  |
| 49 | 21 – 24 juillet 2016         | 135 000+,                                            | Palais des congrès, Marriott Hotel and Marina Tower, Hilton San Diego Bayfront, Manchester Grand Hyatt Hotel                  |
| 50 | 20 – 23 juillet 2017         | 130 000+                                             | Palais des congrès, Marriott Hotel and Marina Tower, Hilton San Diego Bayfront, Manchester Grand Hyatt Hotel, Children's Park |
| 51 | 19 – 22 juillet 2018         | 130 000+                                             | Palais des congrès, Marriott Hotel and Marina Tower, Hilton San Diego Bayfront, Manchester Grand Hyatt Hotel                  |
| 52 | 18 – 21 juillet 2019         | 135 000                                              | Palais des congrès, Marriott Hotel and Marina Tower, Hilton San Diego Bayfront, Manchester Grand Hyatt Hotel, Children's Park |
| -  | 23 – 26 juillet 2020         | Édition annulée en raison de la pandémie de Covid-19 | Édition annulée en raison de la pandémie de Covid-19                                                                          |
| 53 | 22 – 25 juillet 2021         | 150 000+                                             | Palais des congrès |
| 54 | 21 – 24 juillet 2022.        | 150 000+                                             | Palais des congrès |
| 55 | 20 juillet – 23 juillet 2023 | 150 000+                                             | Palais des congrès |
| 56 | 25 juillet –28 juillet 2024  | TBD                                                  | Palais des congrès |

Depuis 2010, le Comic-Con atteint sa limite de fréquentation (environ 130 000 personnes), la capacité d'accueil du palais des congrès de San Diego ne permettant pas d'évolution de celle-ci.

## Affluence

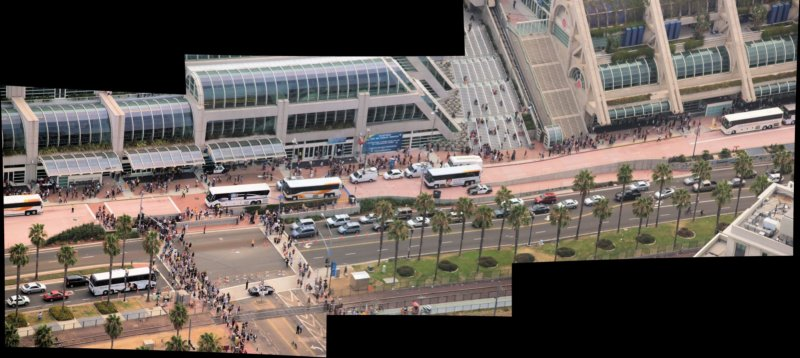
La foule du Comic-Con en 2011, vue d'un hélicoptère.

### Problématique d'affluence
Le nombre de visiteurs augmente progressivement durant les deux premières décennies d'existence du festival, puis augmente fortement à partir des années 1990, passant de quelques 10 000 visiteurs en 1990 à plus de 100 000 visiteurs en 2005,. Dès les éditions de 2006 et 2007, la fréquentation du Comic-Con atteint un seuil critique et pose des problèmes logistiques. Certains officiels, dont les organisateurs, craignent que l'événement ne soit trop important pour le palais des congrès de San Diego, alors même qu'il est prévu que celui-ci soit le siège du Comic-Con jusqu'en 2021.  
En 2006, le Comic-Con doit, pour la première fois, fermer les inscriptions pendant quelques heures le samedi pour accueillir la foule. En réponse, pour 2007, Comic-Con met en place un nouveau système d'abonnement de trois jours, sans y inclure le samedi. Ainsi, l'édition de 2007 se déroule pour la première fois, à guichet fermé le samedi, ainsi que le vendredi et le dimanche, les abonnements de trois et quatre jours ayant tous trouvé preneur.
Pour l'édition de 2008, la vente sur place des abonnements de trois jours est abandonnée et le festival décide de vendre les abonnements uniquement à l'avance. Toutes ces adhésions sont vendues lorsque le  festival démarre, et cette méthode donne naissance à un nouveau phénomène, de revente des abonnements au Comic-Con, proposés à des prix exorbitants sur des sites web tels que eBay et Craigslist. 
En avril 2008, David Glanzer, directeur marketing et des relations publiques du Comic-Con, commente le désir de l'organisation de rester à San Diego : « Nous avons été contactés par d'autres villes, mais je ne pense pas que quiconque veuille quitter San Diego. Certainement pas moi. C'est un endroit parfait pour nous. C'est cher, que ce soit pour payer les panneaux de signalisation qui vous indiquent les rues fermées, ou pour la police, le hall ou toute autre chose, c'est cher. Mais c'est une grande ville. Il a été question d'agrandir le centre, ce qui serait certainement bienvenu. Si tout va bien, nous serons ici pour de nombreuses années encore. »

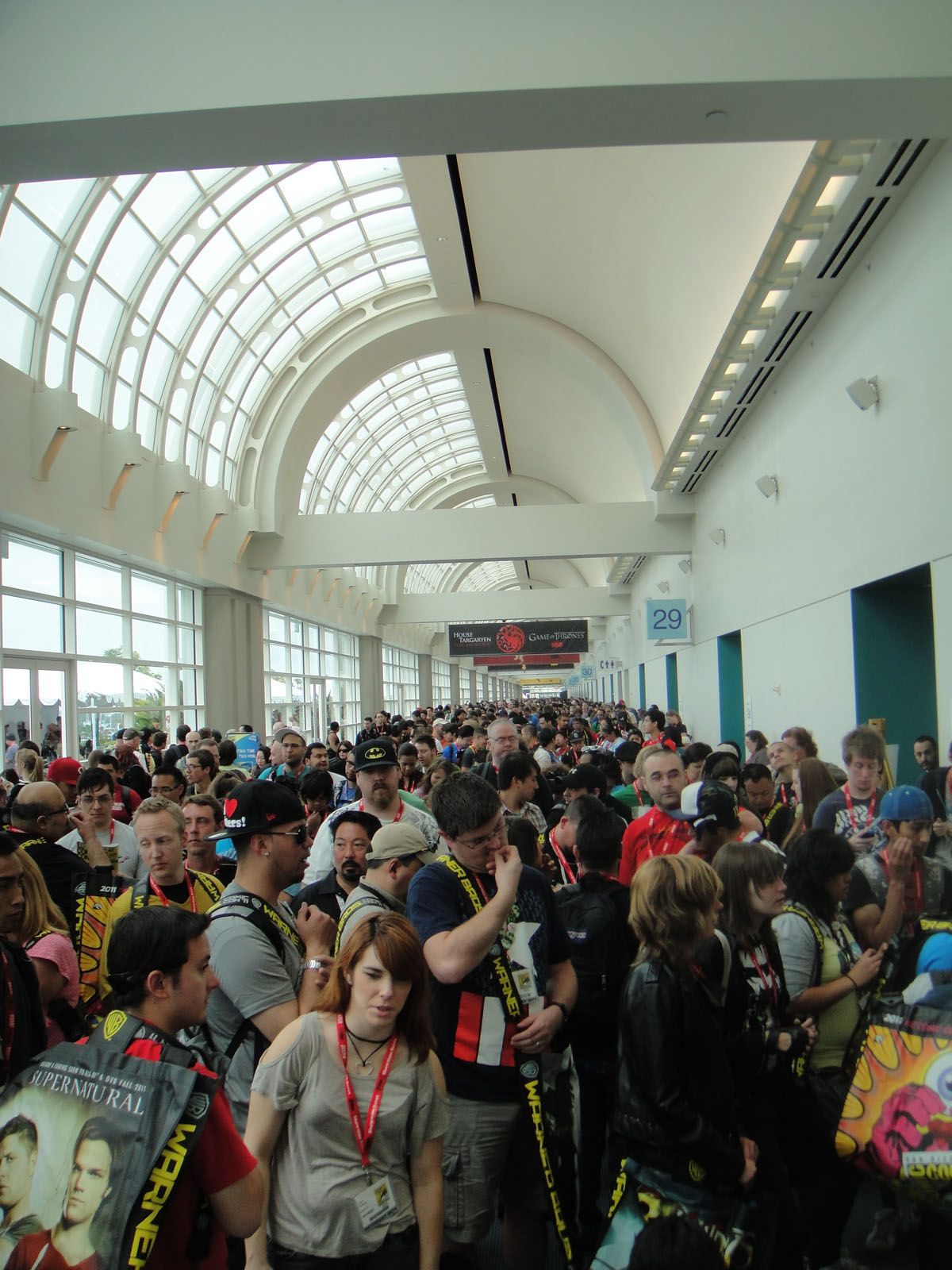
Foule du Comic-Con au deuxième étage du centre en 2011 attendant l'ouverture du hall d'exposition.

Heidi MacDonald rapporte sur son blog, en date du 7 octobre 2009, le succès de la soirée d'avant-première de l'édition 2010, qui a fait salle comble. Glazner en explique la cause : « Pour 2010, il a été décidé d'offrir une option (de participation ou non à la Preview Night) à ceux qui se sont pré-inscrits pour les badges de quatre jours. Nous avons limité le nombre de badges pour la Preview Night au nombre de ceux qui y ont assisté en 2008. » Sur son blog News from ME, Mark Evanier écrit qu'en date du 9 novembre 2009, tous les pass de 4 jours pour le festival de 2010 ont été vendus. 
Le 23 février 2010, l'Orange County Register annonce que le plus grand centre de congrès d'Anaheim fait une offre pour devenir le nouveau siège du Comic-Con à partir de 2013. Le 30 septembre 2010, le Comic-Con annonce qu'il prolonge son engagement jusqu'en 2015. Le North County Times rapporte le 26 juillet 2010 que les pass de 4 jours avec accès à la soirée d'avant-première du festival 2011 sont tous vendus deux heures avant la clôture de l'édition 2010 du festival.   
Pour le festival de 2014, le Comic-Con décide de supprimer les pass de 4 jours de sorte que seules des billets pour des journées uniques sont vendues. En raison de l'affluence, les organisateurs de l'événement plafonnent la participation à environ 130 000 depuis 2007,,.

### Projet d'agrandissement
En octobre 2013, un projet d'agrandissement du palais des congrès de San Diego pour un montant de 520 millions de dollars est approuvé par la Commission côtière de Californie. L'extension proposée augmente l'espace disponible au sein du centre des congrès et doit être achevée début 2016. Celle-ci ajoute environ 68 580 m2 d'espace d'exposition soit 35 % de plus ; et une toute nouvelle salle de bal de 24 384 m2 soit 20 % de plus que le Hall H. Le plan ajoute également une deuxième tour à l'hôtel Hilton Bayfront, dont 500 chambres adjacentes au Centre des congrès.     
En raison de l'extension proposée du centre des congrès, le Comic-Con prolonge son contrat à San Diego jusqu'en 2016.     
En 2014, le projet d'agrandissement du site est interrompu en raison d'un procès, et est effectivement gelé à partir de juillet 2015, en partie parce que la ville n'a pas réussi à garantir son financement (tout plan de financement implique l'argent des contribuables et doit être approuvé par un vote public), et en partie parce que la ville perd les droits sur la seule parcelle de terrain contiguë au palais des congrès où l'extension pourrait avoir lieu.    
D'autres villes, dont Los Angeles, cherchent à faire déménager le Comic-Con ; en 2015, le Comic-Con entame des négociations avec San Diego,. Ces négociations aboutissent en 2017, et Comic-Con prolonge son engagement avec San Diego jusqu'en 2021,.

## Marque commerciale
En 2014, le San Diego Comic-Con envoie une ordonnance de cessation et d'abstention aux organisateurs du Salt Lake Comic Con, affirmant que « Comic-Con » et « Comic-Con International » sont des marques déposées du festival, et que l'utilisation du terme « comic-con » sous quelque forme que ce soit est une contrefaçon de marque impliquant une association non autorisée avec San Diego Comic-Con,.  
Un tribunal américain se prononce en faveur du San Diego Comic-Con et accorde 20 000 $ de dommages et intérêts (sans toutefois considérer que l'infraction soit intentionnelle).  
En 2017, Salt Lake Comic Con change son nom en FanX Salt Lake (ou simplement FanX).  
Le 16 janvier 2018, Salt Lake Comic Con dépose une requête pour l'ouverture d'un nouveau procès. En août 2018, le FanX doit verser 4 000 000 $ au San Diego Comic-Con après l'émission par le juge d'une injonction permanente interdisant au FanX d'utiliser toute version de la marque Comic-Con.  
La même année, Phoenix ComicCon change de nom pour devenir Phoenix Comic Fest afin d'éviter d'éventuels problèmes juridiques à la suite de cette décision. Ses organisateurs déposent parallèlement une requête auprès d'un tribunal fédéral de l'Arizona pour faire annuler la marque San Diego Comic Convention.  

## Comic-Con Magazine
Le Comic-Con Magazine, anciennement Update, est le magazine officiel du San Diego Comic-Con International, du WonderCon et du symposium Storytelling Across Media. Il est publié gratuitement par San Diego Comic-Con International aux États-Unis. La base du Comic-Con Magazine est un petit numéro unique du Spirit, basé sur le Comic-Con et vendu exclusivement en 1976 au Comic-Con International de San Diego.  
Le Comic-Con Magazine est lancé sous le nom de Update en juillet 2005, avec comme sujet principal la promotion des gagnants des prix Eisner. Le dernier numéro de Update paraît en juillet 2008, puis est interrompu et remplacé par le Comic-Con Magazine, qui couvre non seulement le Comic-Con International de San Diego, mais aussi le WonderCon et l'Alternative Press Expo. Le Comic-Con Magazine propose des interviews des participants au Comic-Con et une couverture complète des événements du Comic-Con.  
Le quatrième numéro de Comic-Con Magazine est un hybride avec le livre-souvenir du Comic-Con dont la couverture est réalisée par Alex Ross, en couleur et en exclusivité pour les participants au Comic-Con.

## Dans les médias

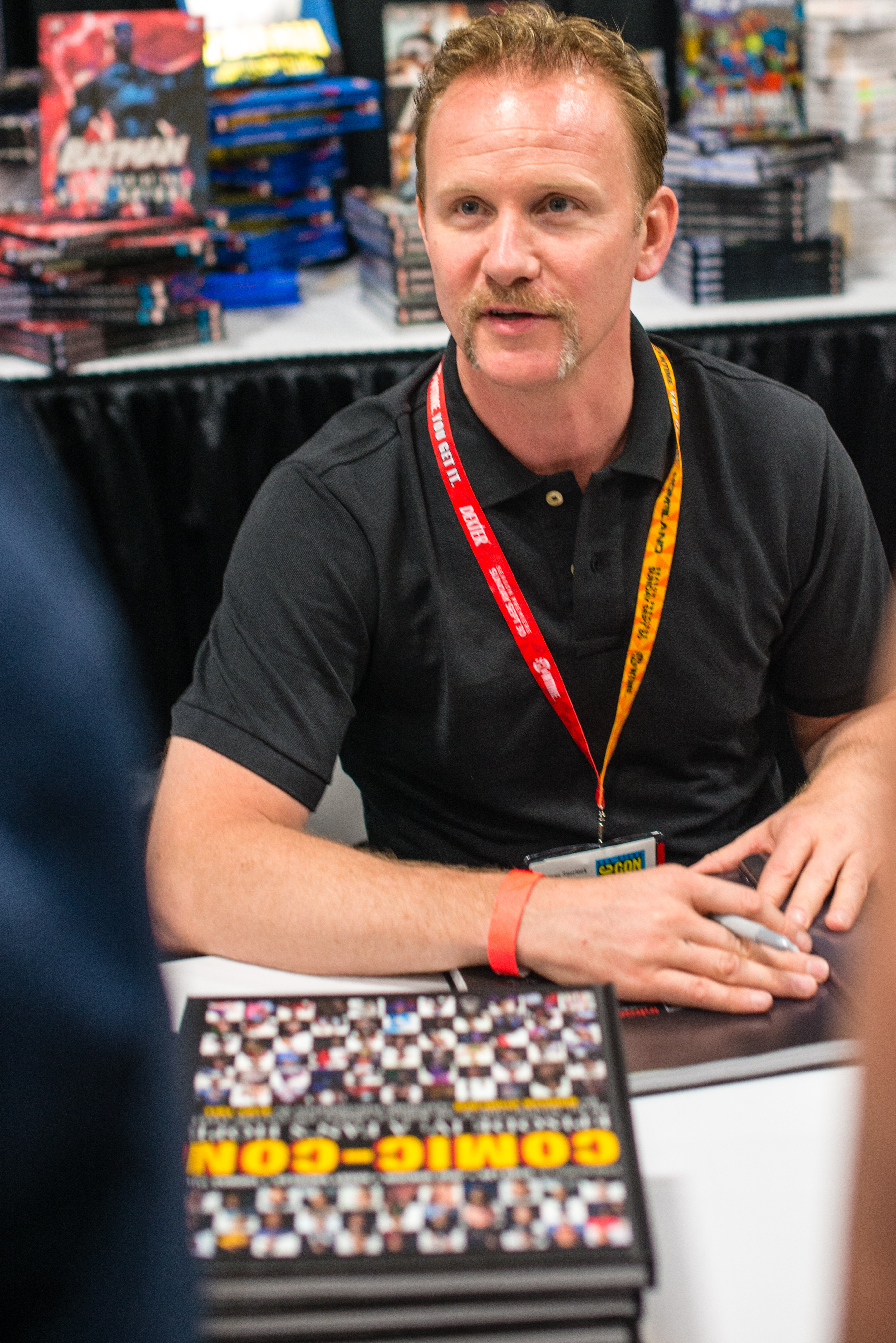
Morgan Spurlock au festival, en 2012.

Le Comic-Con sert de décor au documentaire parodique Comic Book: The Movie de Mark Hamill, et pour un épisode de la série télévisée Entourage de HBO, mais ce dernier, bien que se déroulant à l'occasion de l'événement, n'y a pas été filmé. Le Comic-Con sert également de prétexte au voyage des personnages de fiction Seth Cohen et Ryan Atwood à Tijuana, dans l'épisode 7 de la première saison de la série télévisée Newport Beach. Le festival sert de cadre à un épisode de la série Numb3rs. Dans un épisode de la saison 4 de Beauty and the Geek, les participants se rendent au Comic-Con et sont mis au défi de créer leurs propres super-héros. Dans un épisode de Punk'd, Hilary Swank se fait piéger après une attaque de robot parlant. Dans la série Weeds, les participants du Comic-Con 2009 sont vus dans le club de marijuana médicinale de Silas et Doug. 
Le Comic-Con est longuement présenté dans le film Paul en 2011 qui met en vedette Simon Pegg et Nick Frost. 

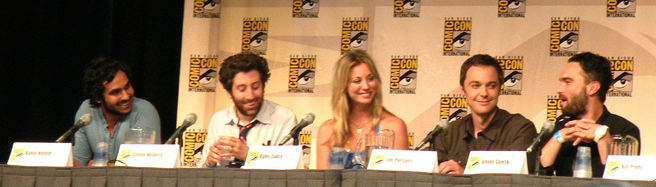
Jim Parsons, Johnny Galecki, Kaley Cuoco, Kunal Nayyar et Simon Helberg au festival en 2009.

Le Comic-Con est mentionné dans plusieurs épisodes de la sitcom de CBS, The Big Bang Theory, destinée aux geeks, et dans un épisode de la série Chuck de NBC, comme un événement auquel les personnages aiment assister,. Dans un épisode de la saison 2011 de The Real World : San Diego, les acteurs assistent au Comic-Con maquillés en zombies afin de distribuer des prospectus promotionnels pour House of Blues, où ils travaillent dans le cadre de leur emploi saisonnier. Le cinéaste Morgan Spurlock sort un long métrage documentaire en 2011 dont l'action se déroule au festival, Comic-Con Episode IV: A Fan's Hope. L'écrivain Robert Salkowitz utilise le Comic-Con de 2011 comme toile de fond pour son livre Comic-Con and the Business of Pop Culture, une analyse des dilemmes de l'industrie de la bande dessinée au XXIe siècle et de ce que l'avenir peut réserver.  

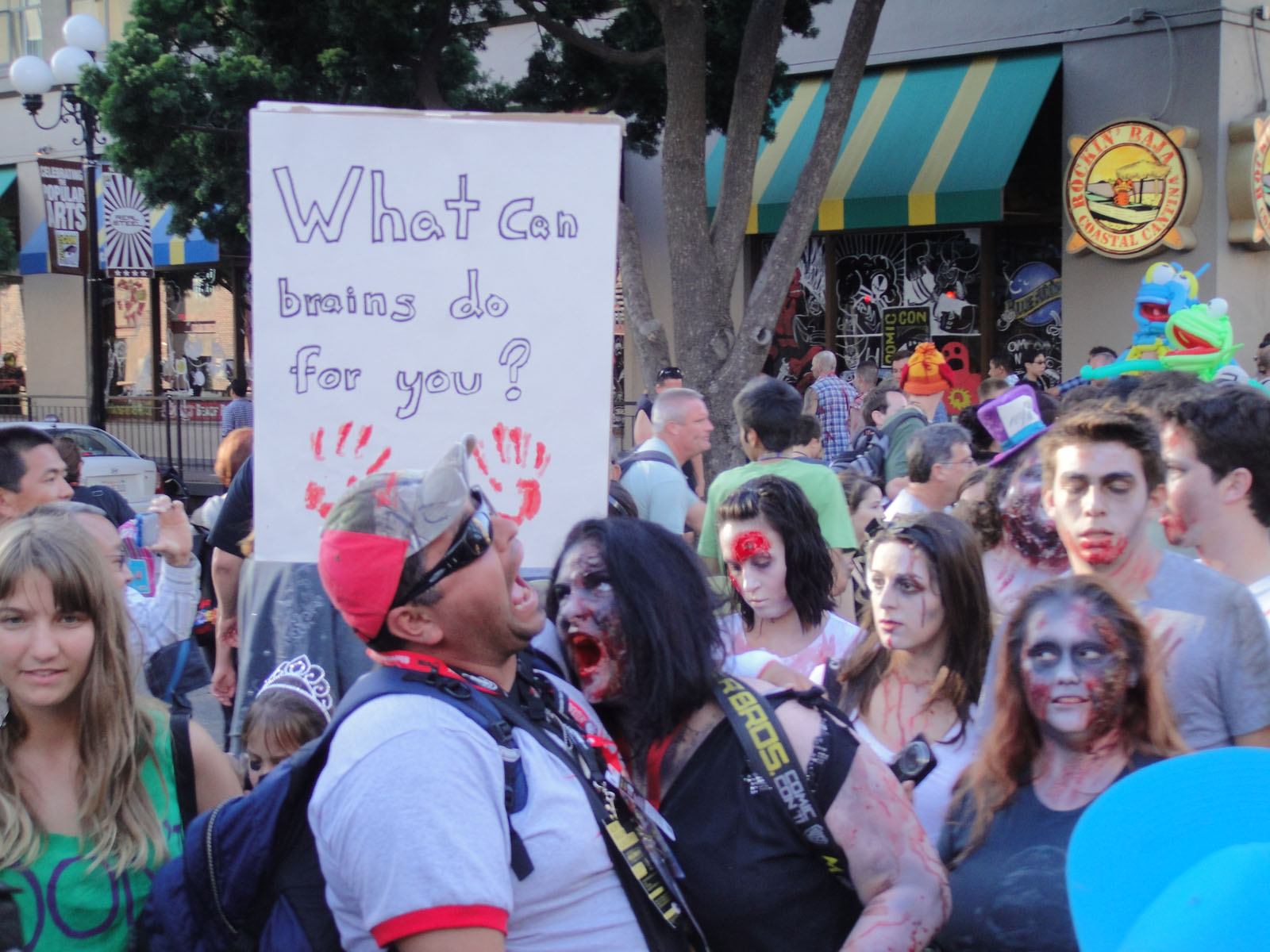
La Zombie Walk, ou marche des zombies, lors du festival de 2011.

Depuis 2015, Conan O'Brien enregistre une semaine de prestations en direct du Comic-Con.  
En 2015, la série Cake Masters de Food Network a un épisode où Duff Goldman présente un gâteau Comic-Con où est représenté le casting des Quatre Fantastiques.

## Accidents et incidents
En 2014, de nombreux piétons marchant dans la « ZombieWalk » hors site sont heurtés par une voiture qui essaie de se frayer un chemin dans la foule. Une femme de 64 ans est gravement blessée au bras, deux autres ont des blessures mineures.
La même année, une adolescente cosplayer semble être agressée sexuellement tôt le dimanche matin, et un suspect est arrêté dans la journée à l'hôtel Marriott. La police déclare que l'adolescente avait été blessée lors d'une chute et l'individu arrêté est libéré sans aucune charge.